# Цветнополля (Омська область)
Цветнополля (рос. Цветнополье) — село у Азовському німецькому національному районі Омської області Російської Федерації.
Орган місцевого самоврядування — Цветнопольське сільське поселення. Населення становить 1876 осіб.

## Історія
Згідно із законом від 30 липня 2004 року органом місцевого самоврядування є Цветнопольське сільське поселення.

## Населення
| 1909  | 1920  | 1926 | 1939  | 1989  | 2002  | 2003  |
| ----- | ----- | ---- | ----- | ----- | ----- | ----- |
| 528   | ↗746  | ↘667 | ↗1636 | ↗1923 | ↗1968 | ↘1917 |
| 2006  | 2010  |      |       |       |       |       |
| ↘1908 | ↘1876 |      |       |       |       |       |